# Bernardo Sabadini
Bernardo Sabadini, anche Sabbadini o Sabatini (Venezia, prima metà del XVII secolo – Parma, 26 novembre 1718), è stato un compositore e organista italiano.

## Biografia
Dal 1662 e al 1672 fu Maestro d'istrumenti e assistente di Johann Rosenmüller all'Ospedale della Pietà di Venezia. Successivamente, dal 1º luglio 1681, lo troviamo organista presso la corte dei Farnese a Parma, dove il 1º marzo 1689 fu nominato maestro di cappella. Dal febbraio dello stesso anno fu anche organista della chiesa ducale, nonché direttore della cappella dal 1692.
Fu attivo come compositore di corte dal 1686 al 1700 e responsabile per gli allestimenti musicali e operistici del Nuovissimo Teatro Ducale di Parma e del Nuovo Teatro Ducale di Piacenza; per la preparazione degli spettacoli collaborò con alcuni poeti e librettisti di corte - fino al 1687 con Lotto Lotti, fino 1694 con Aurelio Aureli e successivamente con Giovanni Tamagni - nonché con lo scenografo Ferdinando Galli da Bibbiena, con Federico Crivelli responsabile per i balli e con Gasparo Torelli per i costumi. Durante la sua attività presso la corte parmigiana gli spettacoli operistici raggiunsero elevati livelli qualitativi, comparabili a quelli dei migliori teatri italiani dell'epoca.
Nel 1690, per celebrare il matrimonio di Odoardo II Farnese con Dorotea Sofia di Neuburg, scrisse La gloria d'Amore e Il favore degli dei. Negli ultimi anni della sua vita presentò le sue opere fuori Parma, principalmente a Torino, Roma, Genova e Pavia.
I lavori teatrali di Sabadini nel Ducato di Parma si dividono in due gruppi: nel primo rientrano i lavori originalmente scritti per la corte Farnese, mentre nel secondo quelli riadattati di altri compositori coevi dati precedentemente nei teatri veneziani. Come altri compositori della sua epoca, egli scriveva le parti virtuose nelle sue opere non solo per le voci, ma anche per gli strumenti, in particolare per il violoncello obbligato.

## Lavori

### Opere
- Furio Camillo (dramma per musica, libretto di Lotto Lotti, 1686, Piacenza)
- Didio Giuliano (dramma, libretto di Lotto Lotti, 1687, Piacenza)
- Zenone il tiranno (dramma, libretto di Lotto Lotti, 1687, Piacenza)
- Olimpia placata (dramma per musica, libretto di Aurelio Aureli, da Ludovico Ariosto, 1687, Parma; revisione dell'Olimpia vendicata di Domenico Freschi)
- L'Ercole trionfante (dramma, libretto di Aurelio Aureli, 1688, Piacenza; revisione dell'Ercole in Tebe di Giovanni Antonio Boretti)
- Teseo in Atene (dramma per musica, libretto di Aurelio Aureli, 1688, Parma; revisione della Medea in Atene di Antonio Giannettini)
- Hierone tiranno di Siracusa (dramma, libretto di Aurelio Aureli, 1688, Piacenza)
- Amor spesso inganna (dramma per musica, libretto di Aurelio Aureli, 1689, Piacenza; revisione dell'Orfeo di Antonio Sartorio)
- Teodora clemente (dramma per musica, libretto di Aurelio Aureli, dopo Adriano Morselli, 1689, Piacenza; revisione della Teodora Augusta di Domenico Gabrielli)
- Il Vespasiano (dramma per musica, libretto di Aurelio Aureli, dopo Giulio Cesare Corradi, 1689, Parma; revisione dell'omonima opera di Carlo Pallavicino)
- La gloria d'Amore (spettacolo festoso, libretto di Aurelio Aureli, 1690, Parma)
- Il favore degli dei (dramma fantastico musicale, libretto di Aurelio Aureli, 1690, Parma)
- Pompeo continente (dramma, libretto di Aurelio Aureli, 1690, Piacenza)
- Diomede punito da Alcide (dramma, libretto di Aurelio Aureli, 1691, Piacenza)
- La pace fra Tolomeo e Seleuco (dramma per musica, libretto di Aurelio Aureli, dopo Adriano Morselli; revisione dell'omonima opera di Carlo Francesco Pollarolo)
- Circe abbandonata da Ulisse (dramma, libretto di Aurelio Aureli, 1692, Piacenza)
- Il Massimino (dramma, libretto di Aurelio Aureli, 1692, Parma; revisione del Massimo Puppieno di Carlo Pallavicino)
- Talestri innamorata d'Alessandro Magno (dramma, libretto di Aurelio Aureli, 1693, Piacenza)
- Il riso nato fra il pianto (dramma per musica, libretto di Aurelio Aureli, 1694, Torino)
- Demetrio tiranno (dramma, libretto di Aurelio Aureli, 1694, Piacenza)
- L'Orfeo (dramma per musica, libretto di Aurelio Aureli, 1694, Roma)
- L'Aiace (dramma per musica, libretto di Pietro d'Averara, 1697, Roma; revisione dell'omonima opera di Carlo Ambrogio Lonati, Paolo Magni e Francesco Ballarotti)
- L'Eusonia, overo La dama stravagante (componimento drammatico, 1697, Roma; revisione del Licinio imperatore di Carlo Pallavicino)

- La virtù trionfante dell'inganno (opera tragicomica, libretto di G. C. Godi, 1697, Piacenza)
- L'Alarico (dramma per musica, libretto di Carlo Maria Maggi, 1698, Genova)
- Il Domizio (dramma per musica, libretto di Carlo Maria Maggi, 1698, Genova; revisione dell'omonima opera di Marc'Antonio Ziani)
- Il Ruggiero (dramma per musica, libretto di Giuseppe Tamagni, dopo Ludovico Ariosto, 1699, Parma)
- L'Eraclea (dramma per musica, libretto di Silvio Stampiglia, 1700, Parma; revisione dell'omonima opera di Alessandro Scarlatti)
- Il Meleagro (atto 3°) (favola pastorale, 1705, Pavia; in collaborazione con Antonio Francesco Martinenghi (atto 1°) e Paolo Magni (atto 2°))
- Alessandro amante eroe (1706, Genova)
- Annibale (dramma per musica, 1706, Genova)
- La virtù coronata, o sia Il Fernando (dramma per musica, 1714, Parma)

### Altri lavori
- I sogni regolati d'Amore (serenata, 1693, Parma)
- Messa solenne (1694, Parma)
- Italia consolata (introduzione al balletto, 1696, Parma)
- I disegni della divina sapienza (oratorio, libretto di C. F. Badia, 1698, Venezia)
- Gli amori d'Apollo e Dafne (introduzione al balletto, 1699, Parma)
- Po, Imeneo e Citerea (serenata per 3 voci, violino e oboe)
- Varie cantate e arie
- Fuga